# 团风县
团风县是中国湖北省黄冈市所辖的一个县，原属黄冈县，1990年黄冈县撤县置黄州市，1995年，撤销黄冈地区和县级黄州市，黄州市北部划离，经中国国务院批准，于1995年12月成立成立团风县。常住人口約27万人，县人民政府駐團風鎮人民路1號。

## 行政区划
团风县下辖8个镇、2个乡：
团风镇、淋山河镇、方高坪镇、回龙山镇、马曹庙镇、上巴河镇、总路咀镇、但店镇、贾庙乡、杜皮乡、黄湖农场和金锣港农场。

## 經濟
团风县目前发展较落后，全县大多数人口从事农业劳动。
2017年，全县实现生产总值（GDP）101.71亿元，按可比价计算，比上年增长7.5%。其中，第一产业增加值16.93亿元，同比增长4.1%；第二产业增加值62.72亿元，同比增长8.4%，其中，工业增加值23.86亿元，同比增长8.8%；第三产业增加值22.06亿元，同比增长7.9%。三次产业结构由上年的20.0：55.6：24.4调整为16.6：61.7：21.7。

## 交通
347国道、 318国道和 106国道过境团风，其中347国道为团风县城主干道之一。此外， 沪武高速及 大广高速两条高速公路亦过境团风。
团风县城南依长江，江中罗霍洲上建有武汉新港团风港区罗霍洲通用码头，为团风主要的水上货运码头。

## 人口
根据黄冈市第七次全国人口普查数据，截至2020年11月1日零时，团风县常住人口为266218人。

## 历史名人

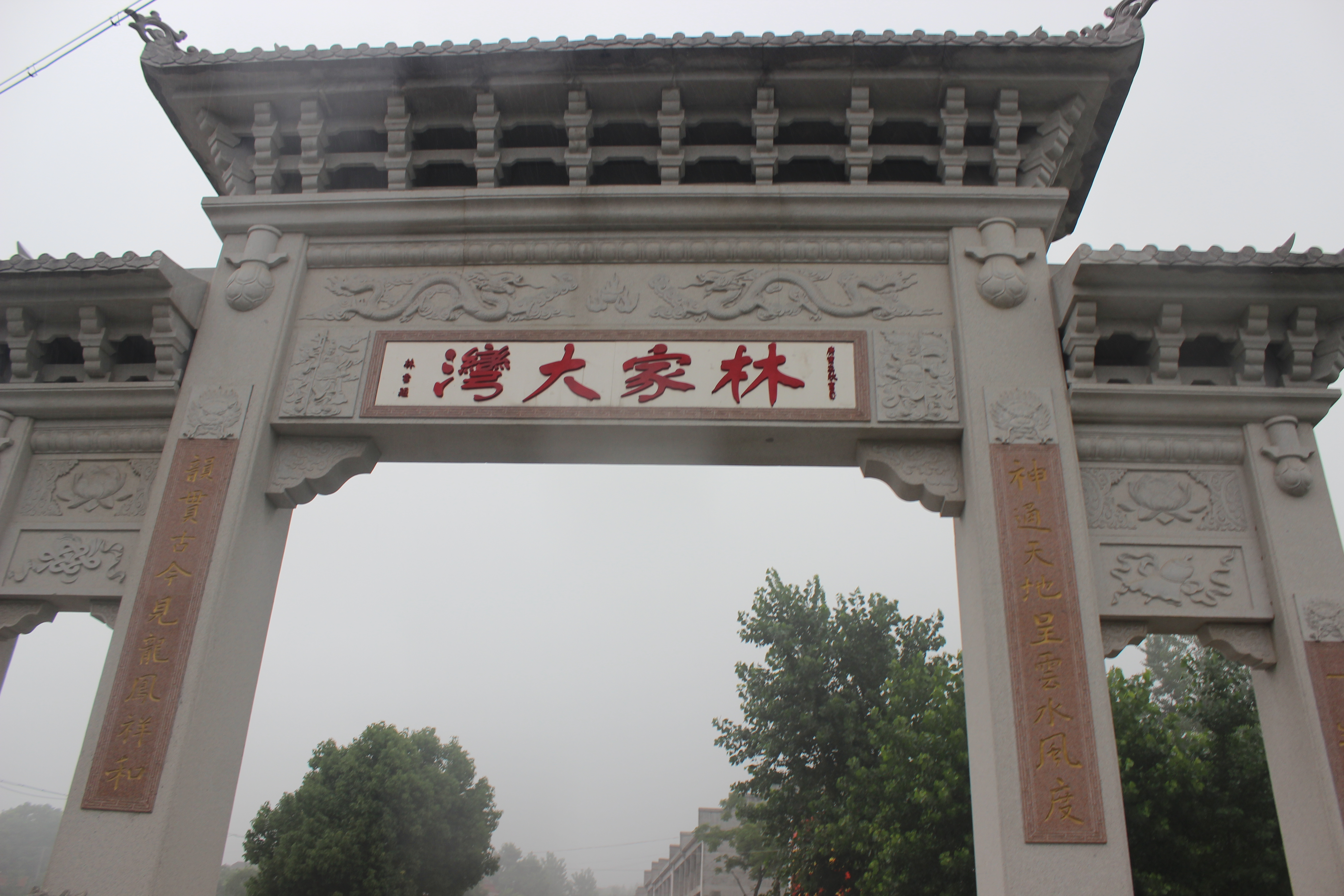
林家大湾

历史上，团风出了数位将军和著名学者
- 林彪（回龙山镇林家大湾人）
- 李四光（回龙山镇香炉山人）
- 熊十力（上巴河镇张家湾人）
- 王亚南（团风镇王家坊人）
- 包惠僧（上巴河镇包家畈人）
- 殷海光（回龙山镇殷家楼人）
- 秦兆阳（回龙山镇枣树店人）
- 林育英（回龙山镇林家大湾人）
- 林育南（回龙山镇林家大湾人）